# Pagani (bilmærke)
 For alternative betydninger, se Pagani. (Se også artikler, som begynder med Pagani)
Pagani er et bilmærke skabt i 1992 af argentineren Horacio Pagani og produceres i Italien.
Firmaet producerer supersportsvogne med et futuristisk udseende, der koster omkring 10-15 mio. kr., ekskl. afgifter.
Horacio Pagani arbejdede for Lamborghini, inden han blev selvstændig og skabte bilmærket med hjælp fra vennen Juan Manul Fangio. De tidligere modeller, hvilket inkluderer modeller fra Zonda-serien, benytter håndlavede motorer fra Mercedes-AMG. Som oftest er motoren en videreudviklet 7.3 liters AMG-motor, der oprindeligt lå i den sjældne Mercedes SL73 AMG.
I den nye Huayra bruger Pagani en 6.0 liters V12 fra AMG. Samme motor blev også brugt i den mere ekstreme Pagani Zonda R, en bil designet udelukkende til banekørsel.

## Pagani-modeller
| Model                    | Årgang | Topfart | 0 – 100 km/t | Effekt, kW/ hk | Vægt     | Prisniveau i Danmark (dkk) |
| ------------------------ | ------ | ------- | ------------ | -------------- | -------- | -------------------------- |
| Zonda C12-S              | 1999   | 354     | 3,7          | - / 555        | 1350 kg. | 2.275.000                  |
| Zonda C12-S 7,3          | 2002   | 352     | 3,7          | - / 555        | 1247 kg. | 11.000.000                 |
| Zonda C12-F 7,3 Roadster | 2006   | 345     | 3,6          | - / 602        | 1280 kg. | 15.000.000                 |
| Pagani Huayra            | 2011   | 383     | 3,5          | Ukendt         | 1350 kg. | Ukendt                     |